# De Eerste Steen
De Eerste Steen is een huis en voormalig landgoed in de Nederlandse stad Assen.

## Landgoed
Het landgoed werd gesticht door Jan Haak Oosting (1749-1828). Hij had in 1789 grond in erfpacht gekregen aan de oostkant van de Beilerstraat en kocht twee jaar later aan de overkant een deel van het Asserbos. De naam dankt het landgoed aan het feit dat hier de eerste stenen mijlpaal stond (gerekend vanaf de Brink) langs de postweg.
Zijn zoon Hendrik Jan Oosting (1787-1879), burgemeester van Assen, breidde het bezit in 1834 in oostelijke richting uit door de aankoop van heidevelden. Rond 1845 liet hij het landgoed door een tuinarchitect (vermoedelijk Lucas Pieters Roodbaard) inrichten. Hij gaf het een nieuwe naam: Dennenoord. Zijn schoonzoon Cornelis Hiddingh kocht naastgelegen grond en stichtte daar het landgoed Port Natal. In 1879 werden beide landgoederen samengevoegd onder de naam Port Natal. Later werden delen van het terrein aan de oostkant van de Beilerstraat weer verkocht, onder andere voor de bouw van een psychiatrische inrichting. Op de plaats van de voormalige inrichting werd in 1990 het Wilhelmina Ziekenhuis Assen geopend.

## Huis
Hendrik Jan Oosting (1842-1915), gemeenteraadslid en wethouder in Assen en kleinzoon van de burgemeester liet in 1906 door architect Geert Stel aan de rand van het Asserbos een 'boshuis' bouwen. Het witte huis bestaat uit een verdieping en heeft een zadeldak met een houten dakruiter. Aan het begin van de oprijlaan staan twee bakstenen hekpijlers met steunberen en de naam van het huis. Het huis is een rijksmonument.

## Boswachterswoning
Jan Haak Oosting liet in 1813 aan de zuidkant van het landgoed een boswachterswoning bouwen. Het ankerjaartal 1789 duidt op de stichting van het landgoed De Eerste Steen. De boswachterswoning is een rijksmonument.